# ОШ „Бранко Радичевић” Смедерево
ОШ „Бранко Радичевић” Смедерево је државна установа основног образовања на територији града Смедерева, почела је са радом 1946. године.
Школа је основана под називом „1. основна школа, срез подунавски, округ београдски, Смедерево, одељење Годомин”. Настава се одвијала у две учионице приземне стамбене зграде у Годомину, насељу у којем су становали радници Пољопривредног добра „Годомин”. Одељења су била комбинована, у коју су ишли ученици деца радника „Годомина”, насеља Папазовац и Липске рампе. Школске 1955/56. године школа добија назив ОШ „Годомин”, да би од 1961. године добила данашње име по Бранку Радичевићу, песнику и уселила се у нову зграду школе на данашњој локацији. Због повећања броја ученика 1968. године, долази до проширења наставног простора.
Од школске 1946/47. године до школске 1979/80. године садашња Основна школа „Иво Андрић” у Радинцу била је истурено одељење Основне школе „Бранко Радичевић” у Смедереву.